# Józef Paliwoda

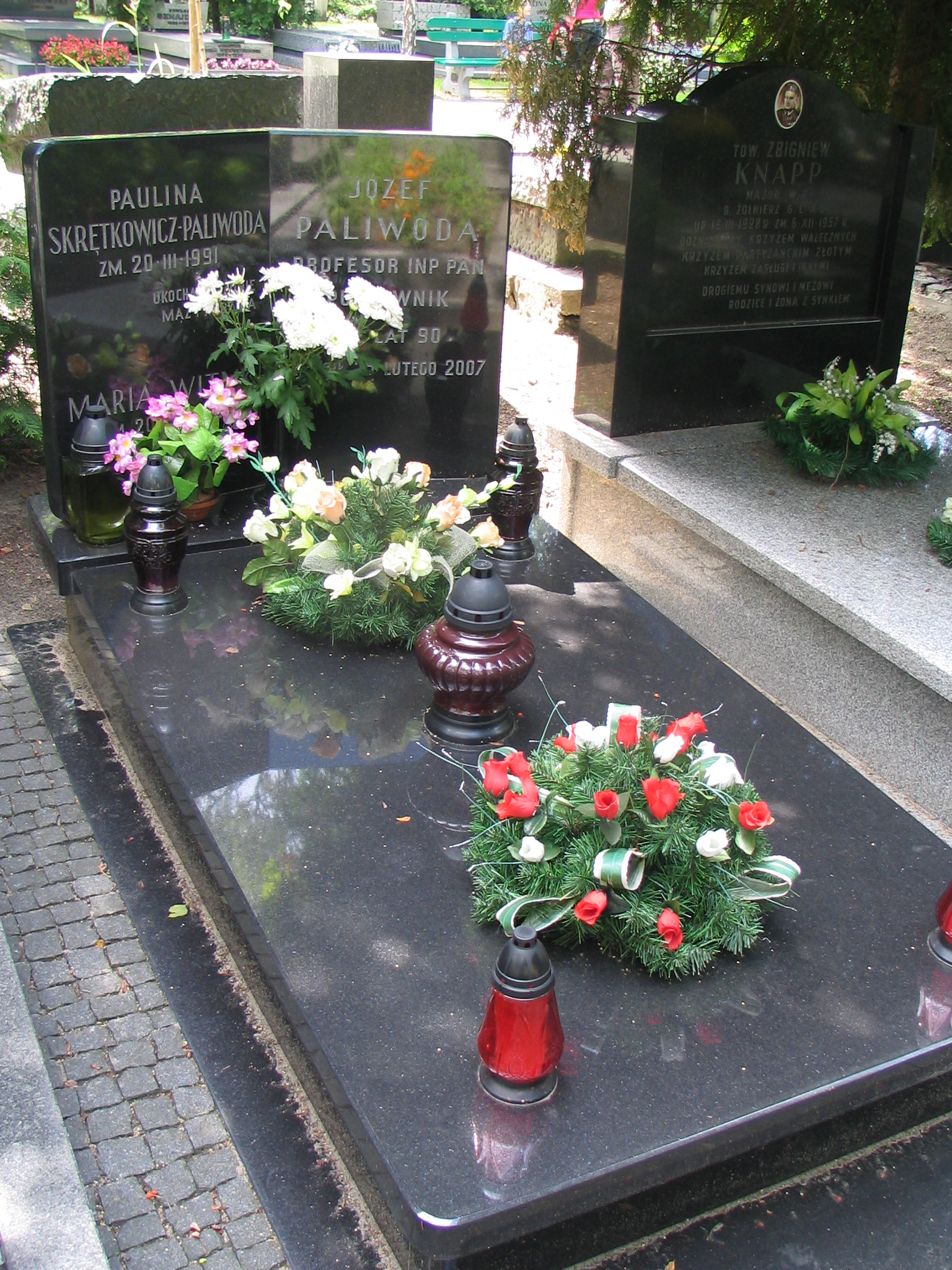
Grób Józefa Paliwody na Cmentarzu Wojskowym na Powązkach w Warszawie, 22 lipca 2008

Józef Paliwoda (ur. 19 stycznia 1917 w Bajkowcach, zm. 25 lutego 2007) – polski działacz społeczny i kombatancki, pułkownik LWP, specjalista w zakresie prawa administracyjnego i rolnego, autor blisko 300 prac naukowych. Wieloletni ekspert komisji sejmowych oraz aktywista Zrzeszenia Prawników Polskich.

## Życiorys
W czasie II wojny światowej, uczestnik polskich działań obronnych września 1939 r., organizator samoobrony ludności polskiej przed jej eksterminacją przez UPA na terenie obwodu tarnopolskiego w latach 1942–1943. Oficer 1 Dywizji Piechoty im. Tadeusza Kościuszki, ciężko ranny podczas forsowania Odry 16 kwietnia 1945 r. 
Po studiach prawniczych na Uniwersytecie Wrocławskim podjął pracę w prokuraturze, a po uzyskaniu w 1960 r., stopnia naukowego doktora nauk prawnych rozpoczął pracę naukową w Instytucie Nauk Prawnych Polskiej Akademii Nauk w Warszawie (pracownik naukowy 1960–1997). Habilitował się w 1965 r., tytuł naukowy profesora nadzwyczajnego uzyskał w 1967 r., a profesora zwyczajnego w 1986 r. Przez wiele lat związany zawodowo ze Szkołą Wyższą im. Pawła Włodkowica w Płocku i WSE-H w Skierniewicach, gdzie wykładał niemal do śmierci. Zdobywca wielu krajowych i zagranicznych odznaczeń. Dorobek naukowy obejmuje 16 książek oraz ponad 320 prac mniejszego formatu. Pochowany na cmentarzu Powązki Wojskowe w Warszawie (kwatera B2-13-2).

## Odznaczenia
- Krzyż Oficerski Orderu Odrodzenia Polski – nadany uchwałą Rady Państwa 6 lipca 1983
- Krzyż Kawalerski Orderu Odrodzenia Polski – nadany uchwałą Rady Państwa 31 maja 1969
- Order Krzyża Grunwaldu III klasy – nadany postanowieniem Prezydenta Rzeczypospolitej 3 lipca 1947
- Krzyż Walecznych – nadany rozkazem naczelnego Dowódcy Wojska Polskiego z 30 grudnia 1945
- Złoty Krzyż Zasługi – nadany uchwałą Rady Państwa 22 lipca 1956
- Srebrny Krzyż Zasługi – nadany przez Prezydium Krajowej Rady Narodowej 16 lipca 1952
- Srebrny Krzyż Zasługi (po raz drugi) – nadany postanowieniem Prezydenta Rzeczypospolitej Polskiej 22 lipca 1952
- Srebrny Medal „Zasłużonym na Polu Chwały” – nadany rozkazem dowódcy 1 Armii Wojska Polskiego
- Medal „Za udział w wojnie obronnej 1939” – nadany uchwałą Rady Państwa 14 lipca 1982;
- Medal 10-lecia Polski Ludowej – nadany uchwałą Rady Państwa 4 marca 1955
- Medal 40-lecia Polski Ludowej – nadany uchwałą Rady Państwa 14 lipca 1984
- Medal za Warszawę 1939–1945 – nadany przez Ministra Obrony Narodowej 15 lipca 1947
- Medal za Odrę, Nysę, Bałtyk – nadany przez Ministra Obrony Narodowej 15 lipca 1947
- Medal Zwycięstwa i Wolności 1945 – nadany przez Ministra Obrony Narodowej 9 maja 1946
- Krzyż Armii Krajowej – nadany postanowieniem Prezydenta RP 11 kwietnia 1995
- Medal „Za udział w walkach o Berlin” – nadany rozkazem Ministra Obrony Narodowej, 5 maja 1975
- Odznaka Kościuszkowska – nadana rozkazem Naczelnego Dowódcy Wojska Polskiego 22 lipca 1945
- Krzyż Wojenny 1939 – nadany przez Prezydenta Republiki Czechosłowackiej 4 maja 1948 (Czechosłowacja)
- Medal „Za wyzwolenie Warszawy” – nadany uchwałą Prezydium Rady Najwyższej ZSRR 15 kwietnia 1946 (ZSRR)
- Medal za Zdobycie Berlina – nadany uchwałą Prezydium Rady Najwyższej ZSRR 15 kwietnia 1946 (ZSRR)
- Medal za Zwycięstwo nad Niemcami w Wielkiej Wojnie Ojczyźnianej 1941-1945 – nadany uchwałą Prezydium Rady Najwyższej ZSRR 15 kwietnia 1946 (ZSRR)